# Webasto

Webasto  (укр. Вебасто) — німецька компанія з виробництва комплектуючих для транспортних засобів. Входить у сотню найбільших постачальників для автомобільної промисловості у світі. Має представництва у 46 країнах. Штаб-квартира розташована у Штокдорфі (нім. Stockdorf), недалеко від Мюнхена. Компанія розробляє та виготовляє автомобільні люки, складні дахи типу кабріолет та передпускові опалювачі для легкових автомобілів, а також займається виробництвом автономних повітрянних і рідинних опалювачів та кондиціонерів для комерційного транспорту, автобусів, суден, залізничного транспорту та спецтехніки.

## Нагороди
• "Найкращий бренд" у номінації передпускових опалювачів 8 років поспіль: 2006, 2007, 2008, 2009, 2010, 2011, 2012, 2013 [Архівовано 25 серпня 2017 у Wayback Machine.] (вибір читачів німецького журналу  auto, motor und sport)

• "Найкращий бренд" у номінації автономних опалювачів для комерційного транспорту:  2005, 2006, 2007, 2008, 2009, 2010, 2011, 2012 [Архівовано 5 березня 2016 у Wayback Machine.] (вибір читачів німецьких журналів  lastauto omnibus та trans aktuell)
.